# Ноябрьские преступники (фильм)
«Ноябрьские преступники» (англ. November Criminals) — американский криминальный драматический фильм 2017 года, экранизация одноименного романа Сэма Мансона режиссера Саши Джерваси о молодом парне по имени Эддисон, который решил сам расследовать убийство его друга. В фильме снимались Энсел Эльгорт, Хлоя Грейс Морец, Кэтрин Кинер и Дэвид Стрэтэйрн.
Премьера фильма состоялась 7 ноября 2017 года.

## Сюжет
Фильм начинается со старых кадров, на которых молодой Эддисон Шахт и его мать играют на пляже. Голос за кадром рассказывает, что мать Эддисона умерла от аневризмы за шесть месяцев до событий фильма.
В настоящее время подросток Эддисон Шахт подает заявление в Чикагский университет вместе со своей подругой Фиби Зелени. Бросив конверт, пара отправляется в местную пекарню выпить кофе. Там они встречают Кевина Бродуса, который является общим другом Эддисона и Фиби и сотрудником пекарни. Как только Эддисон и Фиби садятся в свою машину, Фиби признаётся, что она все еще девственница и хотела бы, чтобы они вместе потеряли девственность, прежде чем уедут в колледж. Эддисон соглашается, и они вдвоем направляются в дом Фиби, чтобы заняться сексом. Вскоре после того, как они уезжают, вооруженный мотоциклист врывается в пекарню.
Звонит мать Фиби и сообщает ей, что в пекарне произошла стрельба и что Кевин убит. Эддисон направляется домой, но останавливается у пекарни. Эддисон расспрашивает оператора новостей о стрельбе. Оператор сообщает, что скорее всего там действовала преступная группировка.
Эддисон начинает собственное расследование убийства Кевина. Он начинает развешивать плакаты по школе, прося всех позвонить, если у них есть дополнительная информация о стрельбе. Однажды во время обеда студент, который был в пекарне в день убийства Кевина, рассказал, что стрелок был белым, а не черным, как говорилось в первоначальном полицейском отчете. Студент также упоминает, что Кевин тусовался с бывшим студентом по имени Ноэль. Между тем, Эддисон временно отстранен от занятий на неделю после того, как школьная администрация проверили его шкафчик и нашли украденное дело Кевина.

В результате расследования Эддисона, участники преступной группировки были арестованы, а сам он был ранен в плечо. 

## В ролях
- Энсел Элгорт — Эддисон Шахт
- Хлоя Грейс Морец — Фиби Зелени
- Тесса Альбертсон — Алекс Фаустнер
- Дэвид Стрэтэйрн — Тео Шахт (отец Эддисона)
- Кэтрин Кинер — Фиона Зелени (мать Фиби)
- Терри Кинни — директор Карлштадт

## Производство

### Кастинг
В ноябре 2014 года стало известно, что в фильме будут сниматься Хлоя Грейс Морец и Кэтрин Кинер. В январе 2015 года было принято решение, что главную роль сыграет Энсел Элгорт. 23 марта 2015 года Дэвид Стрэтэйрн также присоединился к фильму.

### Экранизация
Съемки начались 23 марта 2015 года в Род-Айленде и Вашингтоне.
Первоначально планировалось, что сценарист Стивен Найт станет также и режиссером этого проекта. Однако в итоге режиссерское кресло досталось Саше Джерваси.

## Критика
На Rotten Tomatoes фильм имеет рейтинг одобрения 0 %, основанный на отзывах 11 критиков, со средним рейтингом 3,46 / 10. На Metacritic фильм имеет средневзвешенную оценку 31 из 100, основанную на 5 отзывах, что указывает на «в основном отрицательные отзывы».
Шери Линден из The Hollywood Reporter писала: «Звездная химия главных героев Энсела Элгорта и Хлои Грейс Морец привносит немного энергии в драму о взрослении, в которой элементы романтики, криминала и страха детей никак не сочетаются друг с другом». Оуэн Глейберман из Variety назвал его «низкобюджетным типичным фильмом, в котором используются как древние (вспыльчивые наркоторговцы), так и чуть менее древние клише (герой снимает свою жизнь на видеокамеру)».